# علی نجفی
علی نجفی خوشرودی (زاده ۱۳۴۹ در بابل) دیپلمات ایرانی و معاون بین‌الملل و همکاری‌های منطقه‌ای معاون اول رئیس‌جمهور‌ از شهریور ۱۴۰۳ است. نجفی پیش‌تر سفیر فوق‌العاده و تام‌الاختیار جمهوری اسلامی ایران در کشور عمان و قرقیزستان و نماینده حوزه انتخابیه بابل در مجلس دهم بوده‌است.

## مدارک تحصیلی
وی دارای مدرک لیسانس علوم سیاسی از دانشگاه تهران و فوق لیسانس دیپلماسی و سازمان‌های بین‌المللی از دانشکده روابط بین‌الملل وزارت امور خارجه است. وی همچنین دارای مدرک دکتری افتخاری از دانشگاه علوم‌انسانی بیشکک است.

## سوابق شغلی
- سفیر فوق‌العاده و تام‌الاختیار ایران در عمان (۱۳۹۹-۱۴۰۲) [۶]
- نماینده مردم بابل در دهمین دوره مجلس شورای اسلامی (۱۳۹۵-۱۳۹۹)
- عضو کمیسیون سیاست خارجی و امنیت ملی دهمین دوره مجلس شورای اسلامی[۷]
- سفیر فوق‌العاده و تام‌الاختیار ایران در قرقیزستان (۱۳۹۱-۱۳۹۵) [۳]

نجفی خوشرودی پیش از این به عنوان کارشناس حوزه معاونت امور حقوقی و بین‌المللی، کارشناس حوزه معاونت اروپا و ‌آمریکای وزارت خارجه، دبیر دوم، مسئول بخش اقتصادی و کاردار موقت سفارت جمهوری اسلامی ایران در ارمنستان، معاون اداره اول کشورهای مشترک المنافع و رئیس اداره دوم کشورهای مشترک المنافع و همسایگان شمال‌غربی وزارت امور خارجه فعالیت کرده است.
سفیر جدید جمهوری اسلامی ایران همچنین در طی سال‌های  ۱۳۹۱ - ۱۳۹۵ به عنوان سفیر جمهوری اسلامی ایران در قرقیزستان به فعالیت پرداخته است و پس از آن از در طی سال‌های ۱۳۹۵ - ۱۳۹۹ نماینده مردم بابل در مجلس شورای اسلامی و عضو و سخنگوی کمیسیون امنیت ملی و سیاست خارجی مجلس بوده است.
نجفی خوشرودی از هفتم خرداد ۱۳۹۹ تا پیش از اعزام به عمان، در سمت مشاور وزیر امور خارجه به فعالیت مشغول بوده است.